# Moradillo de Roa
Moradillo de Roa település Spanyolországban, Burgos tartományban. Moradillo de Roa La Sequera de Haza, Hontangas, Torregalindo, Fuentenebro, Aldehorno, Haza és Torreadrada községekkel határos. Lakosainak száma 170 fő (2024).

## Népesség
A település népessége az utóbbi években az alábbiak szerint változott:
| Lakosok száma | 227  | 209  | 210  | 193  | 200  | 193  | 188  | 171  | 163  | 170  |
|               | 2001 | 2004 | 2006 | 2009 | 2011 | 2014 | 2016 | 2019 | 2021 | 2024 |